# Франк Гельветической республики
Франк Гельветической республики, официально — Швейцарский франк (фр. Franc de Suisse, нем. Schweizerfrank) — денежная единица Гельветической республики в 1798—1803 годах. Франк = 10 батценов = 100 раппенов.

## История
12 апреля 1798 года была провозглашена Гельветическая республика, пришедшая на смену прежнему Союзу тринадцати земель. В этот период в денежном обращении Швейцарии использовались различные иностранные монеты, а также монеты, чеканившиеся швейцарскими кантонами, городами и аббатствами.
25 июня 1798 года был принят закон о начале выпуска монет Гельветической республики. Закон от 19 марта 1799 года устанавливал следующие принципы денежной системы республики:
- исключительное право государства на чеканку монеты;
- денежная система основывалась на серебряном стандарте, закон предусматривал также чеканку золотых монет;
- название денежной единицы — швейцарский франк, разменных единиц — батцен (нем. batzen, фр. batz) и раппен (нем. rappen, фр. rapp);
- цена всех договоров, стороной которых являлась Гельветическая республика, указывалась только во франках, батценах и раппенах;
- иностранные монеты и чеканившиеся ранее швейцарские монеты могли использоваться в обращении в соотношении к швейцарскому франку, установленном законом[2].

Чеканка монет была начата в 1798 году, монеты чеканились в Берне, Базеле и Золотурне. Названия единиц на монетах указывались на немецком языке (franken, batzen, rappen). Название государства также было указано на немецком — HELVETISCHE REPUBLIK, или сокращённо — HELVET REPUBL.
Акт посредничества от 19 февраля 1803 года прекратил существование Гельветической республики. Кантоны получали существенную самостоятельность, в том числе вновь могли чеканить собственную монету. Чеканка монет Гельветической республики была прекращена в том же году, но они продолжали использоваться в обращении. Их постепенное изъятие началось только после 1825 года, когда часть швейцарских кантонов подписали договор (Конкордат) об унификации монетно-денежных систем.
В 1998 году Монетный двор Швейцарии к 200-летию Гельветической республики выпустил памятную серебряную монету в 20 франков, на аверсе которой изображена монета 1798 года.

## Монеты
| Изображение | Номинал                  | Диаметр, мм | Толщина, мм | Масса, г | Металл     | Гурт | Годы чеканки           | Тираж |
| ----------- | ------------------------ | ----------- | ----------- | -------- | ---------- | ---- | ---------------------- | ----- |
|             | 1 раппен                 |             |             |          | Биллон     |      | 1800—1802              |       |
|             | 1⁄2 батцена — 5 раппенов |             |             |          | Биллон     |      | 1799                   |       |
|             | 1⁄2 батцена — 5 раппенов |             |             |          | Биллон     |      | 1799, 1800, 1802, 1803 |       |
|             | 1 батцен                 |             |             |          | Биллон     |      | 1799                   |       |
|             | 1 батцен — 10 раппенов   |             |             |          | Биллон     |      | 1799—1803              |       |
|             | 5 батценов               |             |             |          | Серебро    |      | 1799, 1800, 1802       |       |
|             | 10 батценов              |             |             |          | Серебро    |      | 1798, 1799, 1801       |       |
|             | 20 батценов              |             |             |          | Серебро    |      | 1798                   |       |
|             | 20 батценов              |             |             |          | Серебро    |      | 1798, 1799             |       |
|             | 40 батценов              |             |             |          | Серебро    |      | 1798                   |       |
|             | 40 батценов              |             |             |          | Серебро    |      | 1798                   |       |
|             | 4 франка                 |             |             |          | Серебро    |      | 1799, 1801             |       |
|             | 16 франков               | 23          |             | 7,64     | Золото 900 |      | 1800                   |       |
|             | 32 франка                | 29          |             | 15,28    | Золото 900 |      | 1800                   |       |